# Televizijska igra
Televizijska igra (eng: game show, doslovno „predstava igre”) oblik je televizijske emisija čija srha je zabava gledatelja (ili, u slučaju srodne radio-igre, slušatelja) kroz naticanje za to posebno ili slučajno odabranih osoba. Često u njima učestvuju poznate osobe iz javnoga života. Televizijske igre su oblik televizijske zabave za velike mase.
Postoje različite vrste TV-igara s obzirom na različite vrste naticanja. Jedan od najčešćih i najpopularnijih vrsta je televizijski kviz u kojima takmičari moraju da pokažu znanje ili intelektualne sposobnosti; osim njih postoje televizijske igre u kojima se učesnici nadmeću u fizičkoj snazi, okretnosti i sličnom, najčešće u „pomaknutom” ili humorističkom kontekstu. Najpoznatiji takvi kvizovi su Ko želi da bude milioner?, Potera, Kvizoteka i slično.
Posebna vrsta TV-igre je tzv. show talenata u kome takmićari nastoje da pokažu svoje zabavljačke veštine, a u poslednje vrijeme su se kao poseban oblik TV-igre razvile i takmičarske realnosne emisije. Među njima se ističu pevačka takmičenja između različitih vrsta talenata (pr. Supertalent) ili televizijskih videoigara (najpoznatije Hugo i Dora istražuje).

## Istorija

### 1930-te – 1950-te
Emisije igara počele su da se pojavljuju na radiju i televiziji krajem 1930-ih. Prva emisija televizijskih igara, Spelling Bee, kao i prva emisija radijskih igara, Information Please, emitovane su 1938; prvi veći uspeh u žanru predstava igara bio je Dr. I.Q., radio kviz koji je započeo 1939. Truth or Consequences je bila prva emisija koja se emitovala na komercijalno licenciranoj televiziji; nedugo zatim usledio je CBS Television Quiz. Njegova prva epizoda emitovana je 1941. godine kao eksperimentalna emisija. Tokom 1950-ih, kako je televizija počela da prožima popularnu kulturu, igrane emisije su brzo postale ustaljene. Dnevne emisije bi se igrale za manje uloge za domaćice koje ostaju kod kuće. Programi sa većim ulozima emitovani su u udarnom terminu. Tokom kasnih 1950-ih, igre sa visokim ulozima poput Twenty-One i The $64,000 Question započele su da brzo zadobijaju popularnost. Međutim, uspon kviz emisija pokazao se kratkotrajnim. Godine 1959, mnoge emisije sa većim ulozima bile su skandali i pad rejtinga doveo je do toga da je većina igara tokom udarnih termna otkazana.

### 1960-te – 1970-te
Emisije igara ostale su deo američke dnevne televizije tokom 1960-ih nakon skandala u kviz emisijama. Igre sa nižim nagradama donekle su se vratile u dnevne programe početkom 1960-ih; primeri uključuju Jeopardy! koja je započela 1964. godine, a originalna verzija emisije The Match Game prvi put je emitovana 1962. Emisija Let's Make a Deal je započeta 1963. godine, a 1960-e su takođe obeležile debi emisija Hollywood Squares, Password, The Dating Game, i The Newlywed Game.

### 1980-te – 1990-te
Emisije igara imale su najniži prioritet televizijskih mreža, i ako bi bile neuspešne, rotirane su svakih trinaest nedelja. Većina snimaka je bivala ubrisana do početka 1980-ih. Tokom 1980-ih i početkom 1990-ih, kako je proizvedeno sve manje novih hitova (npr. Press Your Luck, Sale of the Century, i Card Sharks), emisije igara izgubile su svoje stalno mesto u dnevnoj postavi. ABC je napustio format dnevnih igara sredinom 1980-ih (nakratko se vrativši tom formatu za jednu sezonu 1990. godine sa revizijom emisije Match Game). NBC-ov blok igara takođe je trajao do 1991. godine, ali mreža je pokušala da ih povrati 1993, pre nego što je ponovo otkazala svoj blok igara 1994. CBS je ukinuo većinu svojih igara, osim The Price Is Right, do 1993. U korist žanra, emisija Wheel of Fortune i modernizovani preporod programa Jeopardy! do sindikacije 1983. i 1984, respektivno, bio je i ostaje izuzetno uspešan; ta dva programa su do danas, prisutne u udarnom „pristupnom periodu”.

### 2000-te - sadašnjost
Točak sreće, Opasnost! i Porodična zavada nastavili su sa sindikacijom. Da bi održali korak sa udarnim kviz emisijama, Jeopardy! je udvostručila vrednost pitanja 2001. godine i podigla ograničenje dobitka 2003. godine, što je godinu dana kasnije omogućilo Kenu Dženingsu da postane prvi pobednik emisije sa višemilionskim dobitkom; takođe su povećani ulozi turnira i stavljen je veći fokus na takmičare jakih ličnosti. Od tada je emisija iznedrila još dva milionera, pobednika turnira Brada Ratera i nedavnog šampiona Džejmesa Holzhauera. Šou Family Feud oživeo je popularnost promenom tona pod voditeljem Stivom Harvijem.
U martu 2020. godine, kao rezultat pandemije kovida-19, privremeno je obustavljena proizvodnja na četiri najdugovečnije revije igara u Severnoj Americi (Family Feud, Jeopardy, The Price Is Right i Wheel of Fortune). Od tada su Family Feud, Jeopardy, i Wheel of Fortune nastavili produkciju; dok program The Price is Right koji zahteva studijsku publiku da bi se pravilno igrala igra, ostaje obustavljen do daljeg.

## Bonus krug
Bonus krug (poznata i kao bonus igra ili završna igra) obično sledi glavnu igru kao bonus pobedniku te igre. U bonus krugu ulog je veći i smatra se da je igra oštrija.
Do 1960-ih, većina igara nije nudila bonus rundu. U tradicionalnim formatima za dva igrača, pobednik je - ako su to pravila pravila igre predviđala - postao šampion i jednostavno igrao s novim izazivačom, bilo u sledećoj emisiji ili nakon komercijalne pauze.
Jedan od najranijih oblika bonus rundi bio je Džekpot runda originalne serije Beat the Clock. Nakon dva kruga izvođenja vratolomija, supruga takmičarskog para nastupila bi na džekpot tabli za nagradu. Takmičaru je prikazan poznati citat ili uobičajena fraza, i reči su pomešane. Da bi osvojio najavljeni bonus, takmičar je morao da razreši reči u roku od 20 sekundi. Takmičarka bi dobila utešni poklon vredan preko 200 američkih dolara, ako ne bi uspela.
Još jedan rani primer bila je munjevita runda igre reči Lozinka, počev od 1961. Takmičar koji je pobedio u prednjoj igri odigrao je brzu seriju lozinki u roku od 60 sekundi, neto 50 dolara po tačno pretpostavljenoj reči, za maksimalnu bonus nagradu od 250 dolara.

## Literatura
- Hill, Annette (2005). Reality TV: Audiences and Popular Factual Television. Routledge.  0-415-26152-X.
- Murray, Susan, and Laurie Ouellette, eds. (2004). Reality TV: Remaking Television Culture. New York University Press.  0-8147-5688-3
- Nichols, Bill (1994). Blurred Boundaries: Questions of Meaning in Contemporary Culture. Indiana University Press.  0-253-34064-0.
- Godard, Ellis (2003). „Reel Life: The Social Geometry of Reality Shows”.  Ур.: Matthew J. Smith and Andrew F. Wood. Survivor Lessons. McFarland. стр. 73—96. ISBN 978-0-7864-1668-4.
- Lord of the fly-on-the-walls Архивирано на веб-сајту  (27. децембар 2002) - Observer article: Paul Watson's UK & Australian docusoaps
- Sparks, Colin. „Reality TV: the Big Brother phenomenon”. International Socialism (114).
- Gillan, J. (2004). From Ozzie Nelson to Ozzy Osbourne: The genesis and the development of the reality (star) sitcom. in S. Holmes & D. Jermyn (eds.), Understanding reality television (pp. 54–70). London and New York: Routledge.
- Gray, J. (2009). Cinderella burps: Gender, performativity, and the dating show. in S. Murray & L. Ouellette. Reality TV: Remaking television culture (pp. 243–259). 2nd ed., New York and London: New York University Press.
- Grazian, D. (2010). Neoliberalism and the realities of reality TV. Contexts, 9(2), 68–71.
- Griffen-Foley, B. (2004). From Tit-Bits to Big Brother: A century of audience participation in the media. Media, Culture & Society, 26(4), 533-548
- Grimm, J. (2010). From reality TV to coaching TV: Elements of theory and empirical findings towards understanding the genre. In A. Hetsroni (ed.), Reality TV: Merging the global and the local (pp. 211–258). New York: Nova.
- Grindstaff, L. (2011). Just be yourself—only more so: ordinary celebrity. in M. M. Kraidy & K. Sender (eds.), The politics of reality television: Global perspectives (pp. 44–58). London and New York: Routledge.
- Hall, A (2003). „Reading realism: Audiences' evaluation of the reality of media texts”. Journal of Communication. 53 (4): 624—641. doi:10.1093/joc/53.4.624.
- Hall, A (2006). „Viewers' perceptions of reality programs”. Communication Quarterly. 54 (2): 191—211. S2CID 144715771. doi:10.1080/01463370600650902.
- Hall, A (2009). „Perceptions of the authenticity of reality programs and their relationships to audience Involvement, enjoyment, and perceived learning”. Journal of Broadcasting & Electronic Media. 53 (4): 515—531. S2CID 11086920. doi:10.1080/08838150903310468.
- Hallin, D. C., & Mancini, P. (2004). Comparing media systems: Three models of media and politics. Cambridge, UK: Cambridge University Press.
- Hearn, A. (2009). Hoaxing the "real": on the metanarrative of reality television. in S. Murray & L. Ouellette (eds.), Reality TV: Remaking television culture (pp. 165–178). 2nd ed., New York and London: New York University Press.
- Hellmueller, L. C., & Aeschbacher, N. (2010). Media and celebrity: Production and consumption of "wellKnownness." Communication Research Trends, 29(4), 3-35.
- Hendershot, H. (2009). Belabored reality: Making it work on The Simple Life and Project Runway. In S. Murray & L. Ouellette (eds.), Reality TV: Remaking television culture (pp. 243–259). 2nd ed., New York and London: New York University Press.
- Hetsroni, A., & Tukachinsky, R. H. (2003). "Who wants to be a millionaire" in America, Russia, and Saudi Arabia: A celebration of differences or a unified global culture? The Communication Review, 6(2), 165–178.
- Hill, A.; Weibull, L.; Nilsson, A. (2007). „Public and popular: British and Swedish audience trends in factual and reality television”. Cultural Trends. 16 (1): 17—41. S2CID 144728312. doi:10.1080/09548960601106920.
- Ho, H. (2006, June 16). Parasocial identification, reality television, and viewer self-worth. Paper presented at the 56th annual meeting of the international Communication Association, Dresden International Congress Centre, Dresden, Germany.
- Holmes, S (2004). „But this time you choose!" Approaching the "interactive" audience in reality TV”. International Journal of Cultural Studies. 7 (2): 213—231. S2CID 145409122. doi:10.1177/1367877904043238.
- Holmes, S., & Jermyn, D. (2004). Introduction: Understanding reality TV. in S. Holmes & D. Jermyn (eds.), Understanding reality television (pp. 1–32). London and New York: Routledge.
- James, C. (2003, January 26). Bachelor No.1 and the birth of reality TV. The New York Times. Retrieved May 22, 2012 from https://www.nytimes.com/2003/01/26/movies/television-radio-bachelor-no-%5B%5D 1-and-the-birthof-reality-tv.html.
- Jenkins, H. (2009). Buying into American idol: How we are being sold on reality television. in S. Murray & L. Ouellette (eds.), Reality TV: Remaking television culture (pp. 343–362). 2nd edition, New York and London: New York University Press.
- Jermyn, D. (2004). "This is about real people!" Video technologies, actuality and affect in the television crime appeal. In S. Holmes & D. Jermyn, (eds.), Understanding reality television (pp. 71–90). London and New York: Routledge.
- Katz, E., Blumler, J. G., & Gurevitch, M. (1974). Uses and gratifications research. Public Opinion Quarterly, 37(4), 509–523.
- Kilborn, R. M. (2003). Staging the real. Factual TV programming in the age of Big Brother. Manchester and New York: Manchester University Press.
- Klaus, E., & Lucke, S. (2003). Reality TV: Definition und Merkmale einer erfolgreichen Genrefamilie am Beispiel von Reality Soap und Docu Soap. Medien & Kommunikationswissenschaft, 51 (2), 195–212.
- Kompare, D. (2009). Extraordinarily ordinary: The Osbournes as "An American Family." in S. Murray & L. Ouellette (eds.), Reality TV: Remaking television culture (pp. 100–119). 2nd ed., New York and London: New York University Press.
- Livio, o. (2010). Performing the nation: A cross-cultural comparison of idol shows in four countries. in A. Hetsroni (ed.), Reality TV: Merging the global and the local (pp. 165–188). New York: Nova.
- Lundy, L. K.; Ruth, A. M.; Park, T. D. (2008). „Simply irresistible: Reality TV consumption patterns”. Communication Quarterly. 56 (2): 208—225. S2CID 144776709. doi:10.1080/01463370802026828.
- McCarthy, A. (2009). "Stanley Milgram, Allen Funt and Me": Postwar social science and the first wave of reality TV. In S. Murray & L. Ouellette (eds.), Reality TV: Remaking television culture (pp. 23–43). 2nd ed., New York and London: New York University Press.
- McGee, M. (2005). Self-help Inc.: Makeover culture in American life. Oxford/New York: oxford University Press.
- Murray, S. (2009). "I think we need a new name for it": The meeting of documentary and reality TV. in S. Murray & L. Ouellette (eds.), Reality TV: Remaking television culture (pp. 65–81). 2nd ed., New York and London: New York University Press.
- Murray, S., & Ouellette, L. (2009). Introduction. In S. Murray & L. Ouellette (eds.), Reality TV: Remaking television culture (pp. 1–20). 2nd ed., New York and London: New York University Press.
- Nabi, R. L. (2007). „Determining dimensions of reality: A concept mapping of the reality TV landscape”. Journal of Broadcasting & Electronic Media. 51 (2): 371—390. S2CID 143923847. doi:10.1080/08838150701307111.
- Nabi, R. L.; Biely, E. N.; Morgan, S. J.; Stitt, C. R. (2003). „Reality-based television programming and the psychology of its appeal”. Media Psychology. 5 (4): 303—330. S2CID 17614731. doi:10.1207/s1532785xmep0504_01.
- Nabi, R. L.; Stitt, C. R.; Halford, J.; Finnerty, K. L. (2006). „Emotional and cognitive predictors of the enjoyment of reality-based and fictional television programming: An elaboration of the uses and gratifications perspective”. Media Psychology. 8 (4): 421—447. S2CID 40707438. doi:10.1207/s1532785xmep0804_5.
- Ouellette, L. (2009). "Take responsibility for yourself": Judge Judy and the neoliberal citizen. In S. Murray & L. Ouellette (eds.), Reality TV: Remaking television culture (pp. 223–242). 2nd ed., New York and London: New York University Press.
- Ouellette, L., & Hay, J. (2008). Better living through reality TV. Malden, MA: Blackwell Publishing.
- Palmer, G. (2004). 'The new you': Class and transformation in lifestyle television. in S. Holmes & D. Jermyn (eds.), Understanding reality television (p. 173-190). London and New York: Routledge.
- Palmgreen, P., Wenner, L. A., & Rosengren, K. E. (1985). Uses and gratifications research: The past ten years. in K. E. Rosengren, L. A. Wenner & P. Palmgreen (eds.), Media gratifications research: Current perspectives (pp. 11–37). Beverly Hills, CA: Sage.
- Papacharissi, Z.; Mendelson, A. L. (2007). „An exploratory study of reality appeal: Uses and gratifications of reality TV shows”. Journal of Broadcasting & Electronic Media. 51 (2): 355—370. S2CID 145099520. doi:10.1080/08838150701307152.
- Patino, A.; Kaltcheva, V. D.; Smith, M. F. (2011). „The appeal of reality television for teen and pre-teen audiences: The power of "connectedness" and psycho demographics”. Journal of Advertising Research. 51 (1): 288—297. S2CID 36976247. doi:10.2501/jar-51-1-288-297.
- Price, E (2010). „Reinforcing the myth: Constructing Australian identity in 'reality TV'”. Continuum: Journal of Media & Cultural Studies. 24 (3): 451—459. S2CID 29233794. doi:10.1080/10304311003703157.
- Reiss, S.; Wiltz, J. (2004). „Why people watch reality TV.”. Media Psychology. 6 (4): 363—378. S2CID 1235553. doi:10.1207/s1532785xmep0604_3.
- Riley, S. G. (2010). Temporary celebrity. in S. G. Riley (ed.), Star struck: An encyclopedia of celebrity culture (pp. 294–299). Santa Barbara, CA: Greenwood Press.
- Rose, R. L.; Wood, S. L. (2005). „Paradox and the consumption of authenticity through reality television”. Journal of Consumer Research. 32 (2): 284—296. doi:10.1086/432238.
- Shattuc, J. (2001). Confessional talk shows. In G. Creeber (ed.), The television genre book (pp. 84–87). London: British Film institute.
- Shoemaker, P. J., & Vos, T. P. (2009). Gatekeeping theory. New York / Abingdon: Routledge.
- Thompson, A.; Stringfellow, L.; Maclean, M. MacLaren; O'Gorman, K.D. (2015). „Puppets of Necessity? Celebritisation in Structured Reality Television” (PDF). Journal of Marketing Management. 31 (5–6): 478—501. S2CID 56206894. doi:10.1080/0267257X.2014.988282.
- Thornborrow, J.; Morris, D. (2004). „"Gossip as strategy: The management of talk about others on reality TV show "Big Brother”. Journal of Sociolinguistics. 8 (2): 246—271. doi:10.1111/j.1467-9841.2004.00260.x.
- Tincknell, E.; Raghuram, P. (2002). „Big Brother: Reconfiguring the "active" audience of cultural studies?”. European Journal of Cultural Studies. 5 (2): 199—215. S2CID 145465401. doi:10.1177/1364942002005002159.
- Waisbord, S (2004). „Mc TV: Understanding the global popularity of television formats”. Television & New Media. 5 (4): 359—383. CiteSeerX 10.1.1.469.7883 . doi:10.1177/1527476404268922.
- Walter, T (2010). „Jade and the journalists: Media coverage of a young British celebrity dying of cancer” (PDF). Social Science & Medicine. 71 (5): 853—860. PMID 20619523. doi:10.1016/j.socscimed.2010.06.003.
- Watts, A. (2009). Melancholy, merit, and merchandise: The postwar audience participation show. in S. Murray & L. Ouellette (eds.), Reality TV: Remaking television culture (pp. 301–320). 2nd ed., New York and London: New York University Press.
- West, E. (2010). Reality nations: An international comparison of the historical reality genre. in A. Hetsroni (ed.), Reality TV: Merging the global and the local (pp. 259277). New York: Nova.
- Zillmann, D. (1988). Mood management: Using entertainment to full advantage. in L. Donohew, H. E. Sypher, & T. E. Higgins (eds.), Communication, social cognition and affect (pp. 147–171). Hillsdale, NJ: Lawrence Erlbaum Associates.
- Andrejevic, M. (2004). Reality TV: The work of being watched. Lanham, MD: Rowman & Littlefield Publishers.
- Andrejevic, M (2008). „Watching television without pity: The productivity of online fans”. Television & New Media. 9 (1): 24—46. CiteSeerX 10.1.1.1029.1828 . S2CID 144976107. doi:10.1177/1527476407307241.
- Andrejevic, M. (2009). Visceral literacy: Reality-TV, savvy viewers, and auto-spies. In S. Murray & L. Ouellette (eds.), Reality TV. Remaking television culture (pp. 321–342). 2nd edition, New York and London: New York University Press.
- Aslama, M (2009). „Playing house: Participants' experiences Of Big Brother Finland”. International Journal of Cultural Studies. 12 (1): 81—96. S2CID 145416654. doi:10.1177/1367877908098852.
- Biltereyst, D (2004). „Media audiences and the game of controversy: on Reality TV, moral panic and controversial media stories”. Journal of Media Practice. 5 (1): 7—24. S2CID 147854866. doi:10.1386/jmpr.5.1.7/0.
- Boddy, W. (2001). Quiz shows. In G. Creeber (ed.), The television genre book (pp. 79–81). London: British Film institute.
- Cohen, J.; Weimann, G. (2008). „Who's afraid of reality shows? Exploring the effects of perceived influence of reality shows and the concern over their social effects on willingness to censor”. Communication Research. 35 (3): 382—397. S2CID 13250076. doi:10.1177/0093650208315964.
- Cooper-Chen, A. (2005). A world of "millionaires": Global, local and "glocal" TV game shows. In A. Cooper-Chen (ed.), Global entertainment media. Content, audiences, issues (pp. 237–251). Mahwah, NJ: Lawrence Erlbaum Associates.

## Spoljašnje veze
- Televizijska igra na veb-sajtu  (језик: енглески)
- Pinsker, Joe (24. 4. 2019). „James Holzhauer Explains the Strategy Behind His Jeopardy Winning Streak”. The Atlantic. Приступљено 24. 4. 2019. „I've got to give Jeopardy! immense credit, and The Chase U.S.A. In Britain or Australia, James would not have made it onto television, because he's just too damn good. They would never have him on.”